# Ливийский национализм
Ливийский национализм (араб. قومية ليبية‎) — национализм ливийцев и ливийской культуры. Ливийский национализм начал зарождаться одновременно с созданием в 1830-х годах религиозных орденов Санусия (Сануси), которые смешали североафриканский суфизм с ортодоксальным исламом. После колонизации Ливии Италией противники колониального правления из Триполитании и Киренаики объединили свои силы в 1922 году, а лидер сануситов Омар аль-Мухтар возглавил восстание против итальянских войск. Ливия стала независимым государством после Второй мировой войны.
Ливия при Муаммаре Каддафи первоначально придерживалась идей панарабизма, но позже отказалась от него.

## История

### Середина XIX века
В 1840-х годах религиозные ордена Сануси достигли границ Ливии с помощью алжирского шейха Эль-Сайида Мохаммеда ибн Али Аль-Сануси, также известного как Великий Сануси. Ордена Сануси создали духовное объединение, чувство общности среди ливийского народа. Ордена сануси были связаны с духовным аспектом религии ислам. Их присутствие было заметно среди племен Ливии, что придало религии большую силу и влияние в регионе. Они сыграли важную роль в создании сплоченности и поддержании мира между племенами, и предотвращении конфликтов между ними.
Что касается политики, то ордена сануси были озабочены распространением влияния ислама. Они стали более заметными в Ливии до такой степени, что в конечном итоге можно было говорить о государстве в государстве, возглавляемом орденом Сануси.

### XX век
С XIX века Италия начала проявлять колониальные амбиции в отношении Ливии. В 1912 году европейская держава вторглась в Триполитанию и Киренаику и аннексировала их сразу после их признания османами на основании Лозаннского мирного договора. Власть в Ливии была поделена между орденами сануси и итальянскими властями. После того, как ордена сануси выступили на стороне Османской империи во время первой войны и потерпели поражение, Мухаммад Идрис ас-Сануси взял инициативу и начал вести переговоры с британцами. В 1922 году различные националистические группировки в Триполи решили забыть о своих разногласиях и признали Идриса законным лидером Ливии. С его назначением война между орденами сануси и итальянцами возобновилась. После очередной победы Италии тысячи итальянцев иммигрировали на ливийскую землю. Во время Второй мировой войны Идрис бежал в Египет, где он находился под британской опекой. С завершением Второй мировой войны и с поражением Италии и Германии, в начале 1950-х гг. Ливия получила независимость, а страна стало конституционной монархией. Идрис взошел на трон, став первым и последним королем Ливии.
Король Идрис I был свергнут в результате переворота 1969 года, возглавляемого армейской организацией «Свободные офицеры юнионисты-социалисты» под общим руководством капитана Муаммара Каддафи. Вдохновленный идеями египетского президента Гамаля Насера, Каддафи присоединился к его проекту регионального единства, также называемому панарабизмом, направленному на создание общего арабского государства. В этом проекте Каддафи рассматривал ислам как важнейшую опору, поэтому обратился к идеям панисламизма. Ислам выступал в качестве объединяющего фактора, имеющего универсальное значение. Каддафи хотел продвигать альтернативу коммунизму и капиталистической философии в рамках Третьей всемирной теории. Эта теория, разработанная в "Зеленой книге" Каддафи, была адресована не только арабскому миру, но и всему земному шару и пропагандировала прямую демократию через Высший народный комитет, устанавливающий прямой диалог между населением и правительством.

### XXI век
После провала панарабского движения Каддафи обратился к панафриканизму. Каддафи был назначен президентом Африканского союза в 2009 году и разоблачил свои идеи континентальности; Каддафи не верил в возможность существования индивидуально сильных африканских государств. Он утверждал, что африканские государства должны объединиться, чтобы обрести силу и быть в состоянии бросить вызов более могущественным державам. Он также выступал в защиту создания континентальной армии, утверждая, что ни одно государство не может процветать без нее.
В 2011 году режим Каддафи был свергнут вооруженными группами оппозиции, в стране началась гражданская война. После этого Переходный национальный совет и негосударственные (вооруженные) субъекты восполнили нехватку руководства и единства. Негосударственные (вооруженные) субъекты сыграли важную роль в государственном строительстве Ливии после 2011 года: они поддерживали безопасность и предоставляли ливийцам, среди прочего, и социальные услуги.

## Роль эмигрантов
После революции 1969 года многие ливийские граждане бежали из страны, что привело к созданию ливийской диаспоры по всему миру – в Северной Америке, Европе и регионе MENA. Во время революции 2011 года ливийский народ по всему миру поддержал революцию и принял в ней участие. Диаспору разделяло общее чувство единства нации и принадлежности к одному сообществу. Одним из важных факторов, способствовавшим сплочению ливийцев были социальные сети.